# Jean-Michel Agar
Pour les articles homonymes, voir Agar.
Jean-Michel Agar ou Jean-Antoine-Michel Agar, comte de Mosbourg, né le 18 décembre 1771 à Mercuès, mort le 8 novembre 1844 à Paris, est un homme politique français du Premier Empire, puis de la Restauration et de la monarchie de Juillet.

## Biographie

### Origines et début de carrière
Jean-Michel Agar est issu d'une famille de notables de Guyenne (des magistrats du côté de son père ; des propriétaires du côté de sa mère, Marie Guilhou (née à Parnac), fille de Jean Guilhou négociant à Parnac, qui avait établi une relative fortune aux Antilles, avant de la perdre lors des Révolutions. Témoigne de cette aisance la demeure des Agar dans le bourg de Mercuès, un bel hôtel particulier construit en 1783. Jean-Michel Agar commence ses études au Collège royal de Cahors (actuel lycée Gambetta) en compagnie de plusieurs futurs maréchaux d'Empire, dont Joachim Murat, Jean-Baptiste Bessières, Jean-Louis Galdemar, Jean-Pierre Ramel…
Il fait ensuite des études de droit à Toulouse, où il côtoie notamment Amable de Baudus, puis part s'installer aux Antilles. Séjour de courte durée, il est fait prisonnier par les Anglais à Port-au-Prince, réussit à s'enfuir (grâce sans doute à de grosses sommes versées par sa famille) et rejoint la France via les États-Unis en 1795.
D'abord avocat à Cahors, il s'engage finalement dans la voie du professorat, et est reçu avec les premiers au concours pour la chaire des Belles-Lettres à l'École centrale du Lot.

### Période napoléonienne
Il suit son ami Joachim Murat, qui le recommande pour des postes importants. Le 1er frimaire an IX (22 novembre 1800), il devient commissaire près du Gouvernement provisoire de Toscane. Il y reste jusqu'à la constitution du royaume d'Étrurie en 1801, puis revient dans le Lot pour diriger le Conseil général. Sa carrière se poursuit avec un mandat de député le 2 fructidor an XII (20 août 1804).
Il est alors nommé secrétaire d'État des Finances et des Affaires Étrangères du duché de Berg et de Clèves, puis président du Conseil d'État du Duché, le 8 juillet 1808. Marié en 1807 avec Alexandrine Andrieu (1790-1811), il reçoit le titre de comte de Mosbourg. 
De 1808 à 1815, il est le ministre des Finances de Murat à Naples.

### Restauration et monarchie de Juillet
À la fin de l'Empire, il se retire dans son domaine des Bouysses, le château les Bouysses, à Mercuès. Son titre de comte de Mosbourg, une petite-nièce de Murat, est confirmé d'abord par le roi de Prusse, puis par Louis XVIII, le 11 mai 1816. 
Puis il revient à la politique : en 1824, il écrit un mémoire contre un projet du Premier ministre Villèle et en 1827, il se présente aux élections dans le Lot, mais est battu. 
Il n'est élu qu'avec l'appui du roi Louis-Philippe, en 1830, 1831 et 1834. D'abord modéré, il passe ensuite dans le camp conservateur.
À la tête du Conseil général du Lot, il fait construire le pont Louis-Philippe de Cahors.
Le 3 août 1837, il est fait pair de France. Il devient commandeur de la Légion d'honneur le 27 avril 1840. 
Il est inhumé dans l'église de Mercuès.

### Famille
Il avait épousé en secondes noces la fille du baron Janet. Il était le cousin du maréchal de camp Jean-Louis Galdemar.
Son fils, Michel, comte de Mosbourg, est auditeur au Conseil d’État puis diplomate, ministre plénipotentiaire à Carlsruhe puis à Vienne.
L'héritage du comte de Mosbourg dont le fils n'avait pas eu d'enfant passa, à la fin du XIXe siècle, aux neveux de ce dernier, les vicomtes de Rougé.

## Armoiries
| Figure | Nom du Comte et blasonnement |
|        | Armes de comte de l'Empire (lettres patentes du 13 février 1813, confirmé dans son titre de comte par ordonnance royale du 11 mai 1816) Écartelé : au I, du quartier des comtes ministres attachés aux puissances confédérées ; au II, d’azur à une étoile à huit pointes d’or ; au 3, d’azur à une sirène d’argent ; au 4, d’azur au lion rampant d’argent., |
|        | Armes sous la Restauration et la Monarchie de Juillet (lettres patentes du 20 avril 1816), pair de France (3 octobre 1837), Tiercé en fasce ; de gueules à la croix tréflée d’or ; accostée de deux molettes du même ; d’or au lion de sable ; et de sinople à la sirène d’argent.,                                                                           |